# Discographie de Kungs
La discographie de Kungs se compose de deux albums studios et un EP. 

## Albums studio
| Titre     | Détails | Positions | Positions | Positions | Positions | Positions | Positions | Positions | Positions |
| Titre     | Détails | FRA       | ALL       | AUT       | BEL (FL)  | BEL (WAL) | CAN       | ITA       | SUI       |
| --------- | --- | --------- | --------- | --------- | --------- | --------- | --------- | --------- | --------- |
| Layers    | - Sortie: 4 novembre 2016 - Label: House of Barclay - Format: CD, téléchargement                               | 8         | 56        | 74        | 76        | 23        | 33        | —         | 18        |
| Club Azur | - Sortie: 18 mars 2022 - Label: Val Production / Island-Def Jam / Universal Music - Format: CD, téléchargement | 11        | —         | —         | 192       | 106       | —         | 33        | 45        |

## Singles
| Titre                                                                          | Année | Positions | Positions | Positions | Positions | Positions | Positions | Positions | Positions | Positions | Positions | Positions | Positions | Album                   |
| Titre                                                                          | Année | FRA       | ALL       | AUS       | AUT       | BEL (FL)  | BEL (WAL) | DAN       | ITA       | P-B       | R-U       | SUE       | SUI       | Album                   |
| ------------------------------------------------------------------------------ | ----- | --------- | --------- | --------- | --------- | --------- | --------- | --------- | --------- | --------- | --------- | --------- | --------- | ----------------------- |
| To Describe You (avec Mozambo featuring Molly)                                 | 2014  | —         | —         | —         | —         | —         | —         | —         | —         | —         | —         | —         | —         |                         |
| Money on my Mind (featuring MBP Official + vocaux de Molly)                    | 2014  | —         | —         | —         | —         | —         | —         | —         | —         | —         | —         | —         | —         |                         |
| Candy (featuring Jasmine Thompson)                                             | 2014  | —         | —         | —         | —         | —         | —         | —         | —         | —         | —         | —         | —         |                         |
| We'll Meet Again (featuring Emma Carn)                                         | 2014  | —         | —         | —         | —         | —         | —         | —         | —         | —         | —         | —         | —         |                         |
| West Coast (featuring Molly)                                                   | 2014  | —         | —         | —         | —         | —         | —         | —         | —         | —         | —         | —         | —         |                         |
| This Girl (vs. Cookin' on 3 Burners + vocaux de Kylie Auldist)                 | 2016  | 1         | 1         | 17        | 2         | 3         | 1         | 9         | 6         | 3         | 2         | 8         | 6         | Layers                  |
| Don't You Know (featuring Jamie N Commons)                                     | 2016  | 5         | 16        | —         | 8         | 33        | 15        | —         | —         | —         | —         | —         | 17        | Layers                  |
| I Feel So Bad (featuring Ephemerals)                                           | 2016  | 3         | 88        | —         | —         | 43        | 18        | —         | —         | —         | —         | —         | 52        | Layers                  |
| You Remain (featuring Ritual)                                                  | 2016  | 45        | —         | —         | —         | —         | —         | —         | —         | —         | —         | —         | —         | Layers                  |
| More Mess (featuring Olly Murs & Coely)                                        | 2017  | 20        | —         | —         | —         | —         | —         | —         | —         | —         | —         | —         | —         |                         |
| Be Right Here (avec Stargate featuring Goldn)                                  | 2018  | 15        | —         | —         | —         | —         | —         | —         | —         | —         | —         | —         | —         |                         |
| Disco Night (avec Throttle)                                                    | 2018  | —         | —         | —         | —         | —         | —         | —         | —         | —         | —         | —         | —         |                         |
| Paris                                                                          | 2019  | 174       | —         | —         | —         | —         | —         | —         | —         | —         | —         | —         | —         | Club Azur               |
| Dopamine (avec Jhart)                                                          | 2020  | —         | —         | —         | —         | —         | —         | —         | —         | —         | —         | —         | —         |                         |
| Never Going Home                                                               | 2021  | 5         | 47        | —         | —         | 5         | 1         | —         | 13        | 18        | —         | —         | 16        | Club Azur               |
| Regarde-moi                                                                    | 2021  | —         | —         | —         | —         | —         | —         | —         | —         | —         | —         | —         | —         | Club Azur               |
| Sickness (avec Chaya)                                                          | 2021  | —         | —         | —         | —         | —         | —         | —         | —         | —         | —         | —         | —         |                         |
| Lipstick                                                                       | 2021  | 148       | —         | —         | —         | —         | 38        | —         | 74        | —         | —         | —         | —         | Club Azur               |
| Clap Your Hands                                                                | 2022  | 19        | —         | —         | —         | —         | 4         | —         | 19        | —         | —         | —         | —         | Club Azur               |
| Substitution (avec Purple Disco Machine featuring Julian Perretta)             | 2023  | 28        | 18        | 18        | —         | 2         | 2         | —         | 52        | 19        | —         | —         | 19        | The Complete Collection |
| Shadows (avec Carlita)                                                         | 2023  | —         | —         | —         | —         | —         | —         | —         | —         | —         | —         | —         | —         | The Complete Collection |
| Changes (avec Shadow Child)                                                    | 2023  | —         | —         | —         | —         | —         | —         | —         | —         | —         | —         | —         | —         | The Complete Collection |
| Afraid of Nothing (avec Rose Gray)                                             | 2023  | —         | —         | —         | —         | —         | —         | —         | —         | —         | —         | —         | —         |                         |
| Need a Hit (avec Gero)                                                         | 2023  | —         | —         | —         | —         | —         | —         | —         | —         | —         | —         | —         | —         |                         |
| You Can Have It (avec Victor Flash)                                            | 2023  | —         | —         | —         | —         | —         | —         | —         | —         | —         | —         | —         | —         |                         |
| All Night Long (avec David Guetta & Izzy Bizu)                                 | 2024  | 118       | —         | —         | —         | —         | —         | —         | —         | —         | —         | —         | —         |                         |
| "—" signifie que le single ne s'est pas classé ou n'est pas sorti dans le pays |       |           |           |           |           |           |           |           |           |           |           |           |           |                         |

### Remixes
- 2014 : Coldplay - Clocks (Kungs Remix)
- 2014 : Selah Sue - I Truly Loved Ya (Kungs Remix)
- 2014 : The Chancellors - Cut Soul (Kungs Remix)
- 2014 : Bob Marley - Jamming (Kungs Remix)
- 2014 : John Legend - All Of Me (Kungs & Noah Remix)
- 2015 : Lost Frequencies feat. Easton Corbin - Are You With Me (Kungs Remix)
- 2015 : Rodriguez - Can't Get Away (Kungs Remix)
- 2015 : Serge Gainsbourg - Bonnie & Clyde (French Accent & Kungs Remix)
- 2015 : Axwell Λ Ingrosso - On My Way (Kungs Remix)
- 2015 : Füchse - Sacellum (Kungs Remix)
- 2016 : OMI feat. Erik Hassle - Midnight Serenade (Kungs Remix)
- 2016 : David Guetta feat. Zara Larsson - This One's for You (Kungs Remix)
- 2019 : Dua Lipa - Don't Start Now (Kungs Remix)
- 2022 : Lost Frequencies feat. Calum Scott - Where Are You Now (Kungs Remix)
- 2022 : Shouse - Won't Forget You (Kungs Remix)
- 2022 : Taylor Swift - Anti-Hero (Kungs Remix)
- 2022 : Madonna - Hung Up (Kungs Edit)
- 2022 : Mind Enterprises - The Clapping Song (Kungs Remix)
- 2023 : Zara Larsson - End of Time (Kungs Remix)
- 2023 : Pnau & Bebe Rexha & Ozuna - Stars (Kungs remix)